# 滋賀銀行
株式会社滋賀銀行（しがぎんこう、英: THE SHIGA BANK,LTD.）は、滋賀県大津市に本店を置く地方銀行。愛称はしがぎん。

## 概要
滋賀県内に本店を置く金融機関では最大規模。融資は県内シェア4割を占める。同県の指定金融機関を受託する。近年は、県外での法人取引に注力するため、拠点を新設する動きが活発である。2016年6月には、2013年に新設した京都支店法人戦略室を格上げし、京都戦略室を新たに設置。京都の人員体制を増強し、コンサルティング業務を中心に法人・個人向けの営業を強化する体制を敷いた。
大阪府内には大阪市、高槻市、枚方市に店舗が設置されているが、高槻市の支店は滋賀県長浜市にある店舗「高月支店」との区別のため、最寄駅の阪急高槻市駅より「阪急高槻支店」と表記されている。また、枚方市の店舗も「枚方支店」ではなく、所在町名および最寄駅の京阪牧野駅から「牧野支店」とされている。

## 沿革
- 1879年（明治12年） - 第百三十三国立銀行が現在の彦根市銀座町に設立される。
- 1881年（明治14年） - 株式会社八幡銀行が現在の近江八幡市鷹飼町に設立される。
- 1933年（昭和8年）10月1日 - 彦根市に本店を置く百三十三銀行、近江八幡市鷹飼町に本店を置く八幡銀行が合併して、新たに株式会社滋賀銀行が大津市に設立される。
- 1940年（昭和15年）11月 - 株式会社蒲生銀行を買収。
- 1942年（昭和17年）8月 - 株式会社湖北銀行を買収。
- 1943年（昭和18年）6月 - 株式会社柏原銀行を買収。
- 1943年（昭和18年）8月 - 株式会社滋賀貯蓄銀行を合併。
- 1945年（昭和20年）7月 - 近江信託株式会社を合併し、滋賀県下唯一の本店銀行となる。
- 1973年（昭和48年）- 9億円横領事件発覚。 2005年まで、日本において一行員が銀行から横領した金額として最高金額。
- 1977年（昭和52年）10月 - 大阪証券取引所（市場第二部）、京都証券取引所に上場。
- 1979年（昭和54年）3月 - 大阪証券取引所市場第一部へ指定替え。
- 1985年（昭和60年）4月 - ディーシーカードと共同で滋賀ディーシーカードを設立。
- 1987年（昭和62年）10月 - 東京証券取引所（市場第一部）に上場。
- 2006年（平成18年）12月 - 新事務センター完成。
- 2008年（平成20年）
  - 1月 -  新基幹系システム稼動。
  - 7月1日 - 環境省の「エコファースト制度」に認定。
- 2009年（平成21年）2月 - 浜町研修センター完成。
- 2010年（平成22年）12月15日 - 預金残高が4兆円を突破。
- 2011年（平成23年）10月1日 - 連結子会社であるしがぎんビジネスサービスがしがぎん不動産を吸収合併。
- 2012年（平成24年）2月9日 - バンコク駐在員事務所を開設。
- 2013年（平成25年）6月25日 - 牧野支店内に大阪東法人営業部、京都支店内に京都支店法人戦略室をそれぞれ設置。
- 2014年（平成26年）9月5日 - 大阪東法人営業部を守口市本町の守口CIDビル9階に移転。
- 2016年（平成28年）3月6日 - 滋賀県内の3信用金庫、2信用組合（滋賀どこでもATMネット）および京都中央信用金庫とATMを無料相互開放を開始[8][9]。
- 2017年（平成29年）
  - 1月4日 - 勘定系システムのアウトソーシングサービスのFSPSを利用開始[10]。
  - 12月4日 - 池田泉州銀行とATMを無料相互開放を開始[11]。
- 2020年（令和2年）
  - 4月1日 - 信託業務の兼営認可を取得し業務を開始[12][13]。
  - 9月29日 - 次期勘定系システムに日立のOpenStageを採用することを発表（富士通製（独自）からのリプレース）。刷新時期は2024年1月の予定[14]。
- 2022年（令和4年）1月17日 - 関西みらい銀行と提携して、同日から池田泉州銀行を含む3行間において、他行ATM利用手数料の無料化及び引き下げを開始[注釈 1][15][16]。
- 2023年（令和5年）2月22日 - 勘定系システムの刷新予定時期を2024年1月から2025年1月以降に変更[17]。
- 2024年（令和6年）
  - 4月25日 - 勘定系システムの刷新予定時期を2025年1月から未定に変更[18]。
  - 12月20日 - 勘定系システムの刷新を断念し、2027年1月以降も富士通のFSPSを更新して継続利用することを決定した[19][20]。
- 2025年（令和7年）3月31日 - 次期勘定系システムにBIPROGYのBankVision on Azureを採用する検討を開始した[21][22]。

## 本支店・出張所
いずれも2019年時点。現在の店舗の詳細は、公式サイトの店舗・ATMのご案内あるいは滋賀銀行店舗のご案内（店舗一覧） (PDF) を参照。
滋賀県内
- 大津地域（大津市） - 本店1・支店13・出張所4・代理店5
- 湖南地域（草津市・栗東市・守山市・野洲市） - 支店11・出張所5・代理店5
- 甲賀地域（甲賀市・湖南市） - 支店9・代理店3
- 湖東地域（彦根市・東近江市・近江八幡市・犬上郡・愛知郡・蒲生郡） - 支店22・出張所2・代理店6
- 湖北地域（長浜市・米原市） - 支店8・出張所1・代理店5
- 湖西地域（高島市） - 支店4・代理店1

近畿地方
- 京都府（支店15）
- 大阪府（支店4）

その他の地域（特記がないものはすべて支店で1店舗）
- 東海地方（東海3県）：三重県（支店2、伊賀市・四日市市）、岐阜県（大垣市）、愛知県（名古屋市中区）
- 東京都（中央区）

日本国外
- 香港 - 支店1

## 関係会社

### 連結子会社
- しがぎんビジネスサービス株式会社
- しがぎん代理店株式会社
- 滋賀保証サービス株式会社
- 株式会社しがぎん経済文化センター
- 株式会社滋賀ディーシーカード
- しがぎんリース・キャピタル株式会社
- 株式会社しがぎんジェーシービー

### 非連結子会社
- しがぎん成長戦略ファンド投資事業有限責任組合
- しが農林漁業成長産業化投資事業有限責任組合
- しがぎんふるさと投資ファンド投資事業有限責任組合
- しがぎん地域企業の持続的成長につなげる本業支援ファンド投資事業有限責任組合

## CM出演者
2021年11月現在
現在
乃木坂46（与田祐希、齋藤飛鳥、賀喜遥香、山下美月、梅澤美波）
過去
乃木坂46（白石麻衣、秋元真夏、松村沙友理、衛藤美彩）

## イメージキャラクター
当銀行にはイメージキャラクターが存在しており、名前は「しがの助」。しがの助は当銀行の宣伝部長で、コハクチョウで近江商人の子孫。

### プロフィール
| 名前   | しがの助                                 |
| 誕生日 | 10月1日（滋賀銀行の設立日と同じ）        |
| 性別   | 男の子                                   |
| 性格   | 優しくて、好奇心旺盛                     |
| 趣味   | 湖岸のお散歩、琵琶湖で水遊び             |
| お仕事 | しがぎんの広報活動のほか滋賀の魅力も発信 |